# Aleksotas
Aleksotas är en stadsdel i Kaunas i Litauen. Aleksotas ligger 69 meter över havet och antalet invånare är 24 270.